# Олександропільська волость
Олександропільська волость — історична адміністративно-територіальна одиниця Старобільського повіту Харківської губернії із центром у слободі Олександропіль.
Станом на 1885 рік складалася з 6 поселень, 6 сільських громад. Населення — 1737 осіб (895 чоловічої статі та 842 — жіночої), 259 дворових господарств.
|                     | Площа, десятин | У тому числі орної, дес. |
| ------------------- | -------------- | ------------------------ |
| Сільських громад    | 1160           | 1062                     |
| Приватної власності | 8699           | 2446                     |
| Іншої власності     | 50             | 30                       |
| Загалом             | 9909           | 3538                     |

Основне поселення волості станом на 1885:
- Олександропіль — колишня власницька слобода за 50 верст від повітового міста, 864 особи, 140 дворових господарств, православна церква, лавка.

Наприкінці XIX сторіччя волость ліквідовано, територія увійшла до складу Танюшівської волості.